# Staphylinochrous defasciata
Staphylinochrous defasciata là một loài bướm đêm thuộc họ Anomoeotidae. Loài này có ở châu Phi.